# Twilight Sparkle
 (novembre 2014).
Si vous disposez d'ouvrages ou d'articles de référence ou si vous connaissez des sites web de qualité traitant du thème abordé ici, merci de compléter l'article en donnant les références utiles à sa vérifiabilité et en les liant à la section « Notes et références ».
La princesse Twilight Sparkle est un personnage de fiction, protagoniste de la série animée My Little Pony : Les amies, c’est magique.
Au début de la série, Twilight, née licorne, est férue de littérature, reconnue pour sa vaste culture générale, son esprit logique et son remarquable et incomparable don pour la magie, et l’étudiante assidue de la princesse Celestia, souveraine d’Equestria. Celle-ci lui confie la mission d’étudier la magie de l’amitié depuis sa nouvelle demeure à Poneyville. Au terme de la troisième saison, elle est transformée en licorne ailée (aussi appelée « Alicorne ») et couronnée princesse à l’issue de son dernier objectif d’étude. À la fin de la série, elle succède aux princesses Celestia et Luna et devient la dirigeante novatrice d’Equestria.
Twilight Sparkle vit avec Spike, son assistant bébé dragon. Celui-ci s'occupe de diverses tâches pour Twilight et fait le relais de son courrier avec la princesse.

## Développement
Le jouet d’enfance de première génération a inspiré Lauren Faust pour la création de Twilight Sparkle. La conception initiale de Faust a respecté la même marque de beauté du poney de la première époque, qui apparaît dans le sauvetage de l’épisode pilote au château de minuit. La palette de couleurs de Twilight Sparkle a finalement changé pour celle du poney terrestre nommée Twilight Twinkle, avec une crinière et la queue un peu différente, mais Lauren Faust dit que Twilight avait à l’origine des cheveux bleu foncé avec une bande bleu clair ; Twilight Sparkle a été appelée « Twilight Twinkle » au début de son exécution pour le spectacle. La première génération de Twilight Twinkle aime regarder les lucioles ; Twilight Sparkle part des aspects de ces deux poneys, avec sa capacité de se téléporter et son observation des étoiles à l’occasion. Même si elle est beaucoup plus studieuse et possède de plus puissants pouvoirs magiques, elle partage également un certain nombre de traits de personnalité avec le pégase de la première génération Sifflet aéré, comme sa tendance à s’appuyer sur la logique plutôt que l’instinct et son habitude d’e d’utiliser des termes plus avancés et techniques. Elle partage en outre certaines caractéristiques avec le poney de première génération nommé Poète.
Dans une esquisse 2008 pour la bible de la série, la marque de beauté de Twilight ressemble à celle du personnage Clair de Lune des générations précédentes de My Little Pony.
Lauren Faust avait prévu pour Twilight d'acquérir le pouvoir d'auto-lévitation. Après le départ de Faust de la série, Twilight a utilisé ce pouvoir dans deux épisodes de la troisième saison : Le Royaume de Cristal (partie 2) et La vraie Twilight.
Comme toutes les Alicornes, Twilight est devenue plus grande que ses congénères poneys, sa corne évoluera en étant plus importante par rapport aux licornes traditionnelles. De plus, ses ailes seront également plus larges que les ailes normales des pégases.

## Représentation dans la série
Twilight Sparkle vit dans le château de Canterlot avec Spike jusqu’à ce que la princesse Celestia l’envoie à Poneyville superviser les préparatifs de la fête du Soleil et se faire des amies. Bien que Twilight se soit liée d’amitié, elle reste la plupart du temps la tête plongée dans ses livres ; elle n’a pas oublié ses anciennes manières et demeure sérieuse.
Dans l’épisode Vive les mariés (partie 1), Twilight confie que même quand elle était petite, elle voyait déjà la princesse Cadence comme une véritable sœur pour elle.
Lors d'une rencontre avec les Chercheuses de talent, Twilight explique à celles-ci comment elle a obtenu sa marque de beauté. Elle devait faire éclore un œuf de dragon avec sa magie afin d'accéder à l'école de magie pour licornes surdouées (le dragon dans l'œuf était en fait Spike ; elle a décidé de le garder depuis). Twilight perd le contrôle de ses pouvoirs, momentanément plus puissants à cause de l'énergie de l'arc-en-ciel supersonique de Rainbow Dash, qui l'a fait sursauter à ce moment-là. C'est en voyant ses remarquables pouvoirs que la Princesse Celestia l'a prise comme protégée personnelle et c'est ainsi que Twilight a obtenu sa marque de beauté.
Dans l’épisode La vraie Twilight, Twilight récite un sort d’un vieux livre que lui a confié la princesse Celestia. Le sortilège persiste incomplet et ce n’est qu’en le terminant que la princesse Celestia donnera un nouveau pouvoir à Twilight, en faisant d’elle une licorne ailée (Alicorne).
Twilight devient la princesse de son propre château dans l'épisode Le voleur de magie (partie 2). Elle devient également la princesse de Poneyville qui, jusque-là considérée comme une vulgaire petite ville campagnarde, grimpe soudainement des échelons dans la société. On peut voir maintenant en effet des poneys chics et importants se balader dans les rues de Poneyville.
Plusieurs années plus tard, Twilight est devenue la dirigeante d’Equestria qui est maintenant une patrie pour toutes les espèces de la série. On peut remarquer que Twilight a un aspect physique semblable à la princesse Celestia, elle porte des ornements royaux et a une crinière qui a la même particularité que celles de Celestia et Luna. Luna et Celestia avaient des chevelures qui bougeaient.

### Personnalité
Twilight essaye d'être rationnelle dans les situations inhabituelles. Au cours de l'épisode Pinkie mène l'enquête, Twilight dit à Pinkie d'arrêter d'accuser tout le monde à tort et à travers et de travailler ensemble pour résoudre le mystère.
Cependant, Twilight peut aussi être illogique dans des situations stressantes, comme dans l’épisode Les parasites s’invitent, où elle suggère de façon hystérique de construire une réplique de Poneyville en moins d’une minute pour que la princesse Celestia ne se doute pas de l’invasion des paratristes.
Twilight a tendance à se méfier des affirmations non fondées comme quand ses amies accusent Zecora d'être une "horrible enchanteresse" ou dans l'épisode L'incroyable pouvoir de Pinkie Pie où Pinkie Pie affirme pouvoir prédire l'avenir.
En tant que nouvelle princesse dirigeante d'Equestria, Twilight semble avoir plus muri et a plus de sagesse.

## Apprentissage
Dans l’épisode Les cours de Twilight, Twilight prend du temps chaque semaine pour enseigner des compétences aux Chercheuses de talent. Elle tente d’inculquer à Sweetie Belle à se servir comme il faut de la magie de sa corne, à Apple Bloom à fabriquer des potions de croissance pour les plantes et à Scootaloo à démonter puis remonter les pièces d’un scooter. Elle est d’abord ravie de voir que d’autres camarades de classe viennent pour ses leçons, mais est vite déçue de découvrir qu’ils ne se rendent que pour sa célébrité.
Les capacités d’enseignement de Twilight sont prouvées, car à la fin de l’épisode, les Chercheuses arrivent à accomplir les tâches que leur avait désignées Twilight.
Dans l’épisode Apprendre à apprendre, Twilight essaie diverses façons d’instruire l’histoire des Wonderbolts à Rainbow Dash, mais celle-ci ne pense qu’à faire le clown.

## Représentations dansEquestria Girls
Twilight Sparkle est un personnage principal dans les deux premiers films Equestria Girls.
Dans le premier film, My Little Pony: Equestria Girls, Twilight et Spike se téléportent vers un monde parallèle, le monde des humains, pour récupérer la couronne que Sunset Shimmer a volée. Twilight se retrouve transformée en humaine adolescente et se fait passer pour une autre étudiante au lycée de Canterlot. Elle rencontre les homologues humains de ses amies poneys qui l'aident a regagner la couronne en se faisant élue princesse du bal d'automne du lycée. Twilight et ses nouvelles camarades vainquent et reforment Sunset Shimmer lorsqu'elle utilise la couronne afin d'hypnotiser les élèves pour conquérir Equestria.
Dans le deuxième film, My Little Pony: Equestria Girls – Rainbow Rocks Twilight revient au monde des humains avec Spike lorsque Sunset Shimmer utilise son livre magique pour lui avertir de l’apparition des Dazzlings. Elle est recrutée temporairement comme chanteuse du groupe de rock de ses amies, les Booms-en-ciel pour participer à la bataille de chant du lycée tandis qu’elle travaille sur un contre-sortilège pour briser le sort de contrôle de l’esprit des Dazzlings sur les élèves. Avec l’aide de Sunset Shimmer, les Booms-en-ciel vainquent les Dazzlings et les rendent impuissantes. Après son retour à Equestria avec Spike, Sunset reste en contact avec elle avec son livre magique.
Dans le troisième film, My Little Pony: Equestria Girls – Les Jeux de l’amitié, son homologue humain est introduit et devient un personnage principal dans la franchise avec Sunset Shimmer et ses amies du lycée de Canterlot. La princesse Twilight le rencontre à la fin.
Dans les médias subséquents, elle apparaît comme personnage récurrent, donnant souvent des conseils à Sunset et ses amies humaines lorsqu’elles lui demandent de l’aide avec la magie d’Equestria.

## Voix
Dans la version anglaise, Twilight Sparkle est interprétée par Tara Strong, une actrice canadienne et américaine. Quant à la voix française de Twilight, c'est l'actrice belge Claire Tefnin qui l'interprète et Nancy Philippot se charge des chants.